# Leucoagaricus brunneocingulatus
Leucoagaricus brunneocingulatus är en svampart som först beskrevs av Peter D. Orton, och fick sitt nu gällande namn av Marcel Bon 1976. Leucoagaricus brunneocingulatus ingår i släktet Leucoagaricus och familjen Agaricaceae.   Inga underarter finns listade i Catalogue of Life.